# Stenelmis exilis
Stenelmis exilis is een keversoort uit de familie beekkevers (Elmidae). De wetenschappelijke naam van de soort werd in 1938 gepubliceerd door Sanderson.